# 鹤浦镇
鹤浦镇是浙江省宁波市象山县下属的一个海岛镇，位于南田岛上，一岛一镇，总面积93平方公里。

## 人口
2005年户籍人口3.22万，但为人口流出区，2000年第五次人口普查时常住人口仅为29,790人。人口全部位于南田岛上，其他附属小岛均为无人岛。

## 行政区划
镇政府驻岛北侧石浦港畔鹤浦集镇的鹤西西路56号。南田岛原分为鹤浦镇和樊岙乡，并设南田区。1992年撤区并镇后合并为鹤浦镇。1912年至1940年间，为南田县属地，樊岙为南田县城。
现下辖以下地区：
兴鹤社区、仙鹤社区、松鹤社区、振鹤社区、鹤进村、鸭嘴头村、鹤翔村、鹤浦渔村、黄金坦村、蟹厂村、小百丈村、大百丈村、文山前村、大沙村、小网巾村、流水岩村、湾塘村、后龙头村、前龙头村、吉港村、樊岙村、高坎头村、谷桶村、马小坦村、大南田村、南田墩村、凤凰山村、小南田村、牧童岙村、水湖涂村、杨柳坑渔村、金七门农村、金七门渔村、鹤南村、螺蛳礁村、五利村、双下湾村和鹤湾村。